# سي جي تي إن الإسبانية
CCTV بالإسبانية هي قناة تلفزيونية وطنية لجمهورية الصين الشعبية. و هي قناة عامة ناطقة بالإسبانية تنتمي إلى تلفزيون الصين المركزي (بالماندرين:中国中央电视台)، و هي واحدة من المؤسسات الحكومية الرسمية الصينية.
ظهرت في 2007، و هي قناة متخصصة ضمن مجموعة "CCTV" وتبث على أقمار صناعية مختلفة في جميع أنحاء العالم، 24 ساعة على 24.

## التاريخ
من 1 أكتوبر 2007، "CCTV-E" هي واحدة من القناتين الإثنتين "CCTV-E&F" (إسبانية و فرنسية) اللتين إنقسمتا إلى قناتين منفصلتين. و تبث هذه القنوات على 3 أقمار صناعية في أفريقيا و آسيا و أوروبا.

## مقالات ذات صلة
- تلفزيون الصين المركزي.
- مقر تلفزيون الصين المركزي.

## روابط خارجية
- الموقع الرسمي للقناة الإسبانية.